# Кочегаров, Николай Васильевич
Никола́й Васи́льевич Кочега́ров (6 марта 1928, Солдатское, Ардатовский уезд, Симбирская губерния, РСФСР, СССР — 21 января 2011, Йошкар-Ола, Марий Эл, Россия) — советский и российский строитель. Тракторист, бригадир колонны тяжёлых механизмов Управления машиностроения Марколхозстройобъединения (1969—1988). Заслуженный строитель РСФСР (1970). Кавалер ордена Ленина (1981).

## Биография
Родился 6 марта 1928 года в д. Солдатское ныне Ардатовского района Мордовии в крестьянской семье.
В 1953 году приехал в г. Йошкар-Олу: экскаваторщик треста «Марийскстрой», с 1963 года — мастер Марстройтреста, в 1969—1988 годах — тракторист, бригадир колонны тяжёлых механизмов Управления машиностроения Марколхозстройобъединения.
В 1970 году ему присвоено почётное звание «Заслуженный строитель РСФСР». Награждён орденами Ленина, Трудового Красного Знамени, медалями и Почётной грамотой Президиума Верховного Совета Марийской АССР.
Скончался 21 января 2011 года в г. Йошкар-Оле.

## Трудовые звания и награды
- Заслуженный строитель РСФСР (1970)[2][3]
- Заслуженный строитель Марийской АССР (1960)[2][3]
- Орден Ленина (1981)[2][3]
- Орден Трудового Красного Знамени (1974)[2][3]
- Медаль «За доблестный труд. В ознаменование 100-летия со дня рождения Владимира Ильича Ленина» (1970)
- Почётная грамота Президиума Верховного Совета Марийской АССР (1988)[2][3]